# Jeff Werner
Jeff Daniel Werner, född 1 november 1961 i Kortedala i Göteborg, är en svensk konstvetare och professor i konstvetenskap vid Stockholms universitet.

## Biografi
Jeff Werner växte upp i Göteborgs norra förorter och arbetade efter gymnasiet på SKF som metallarbetare, innan han 1987 började läsa vid Göteborgs universitet. År 1997 disputerade han i konstvetenskap med avhandlingen Nils Nilsson. Samma år flyttade han till Stockholm, där han arbetade på Humanistiskt-samhällsvetenskapliga forskningsrådet och på Stockholms universitet. År 1999 fick han en lektorstjänst vid Högskolan på Gotland och blev där 2010 professor i konsthistoria och visuella studier.
Åren 2001–03 var Jeff Werner gästforskare på University of Kansas i Lawrence och 2005-06 gästprofessor på University of Minnesota, Minneapolis. Under dessa år forskade han om svensk visuell kultur i USA, vilket resulterade i tvåbandsverket Medelvägens estetik – Sverigebilder i USA.
Åren 2008–10 var han forskningsledare vid Göteborgs konstmuseum och byggde upp den första forskningsavdelningen vid ett kommunalt konstmuseum. Tillsammans med Kristoffer Arvidsson var han redaktör för Göteborgs konstmuseums skriftserie Skiascope. Under dessa år var Werners forskning främst inriktad på museiteoretiska frågor och Göteborgsregionens konsthistoria. Idag är Werner professor på konstvetenskapliga institutionen vid Stockholms universitet.